# Schloss Niesen

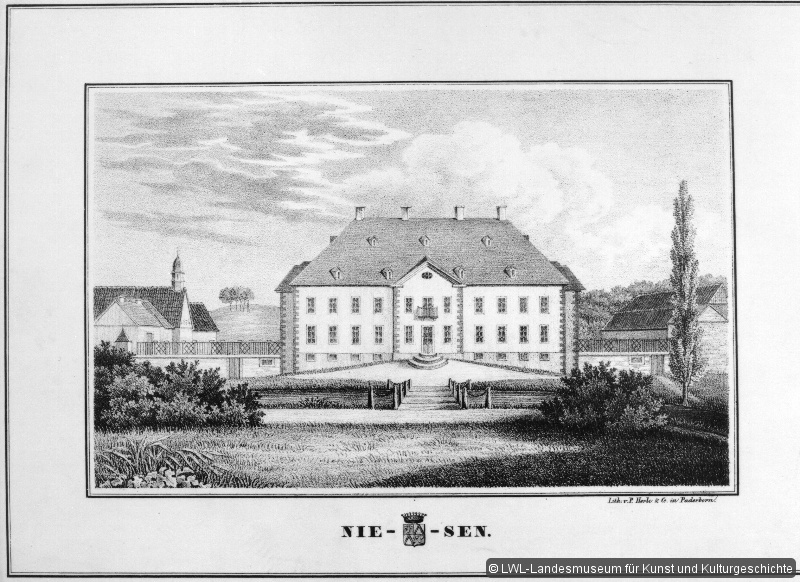
Schloss Niesen (Lithographie v. Peter Herle, um 1837 bis 1840)

Schloss Niesen ist ein zwischen 1703 und 1704 errichtetes Barockschloss im Willebadessener Ortsteil Niesen im Kreis Höxter.

## Geschichte

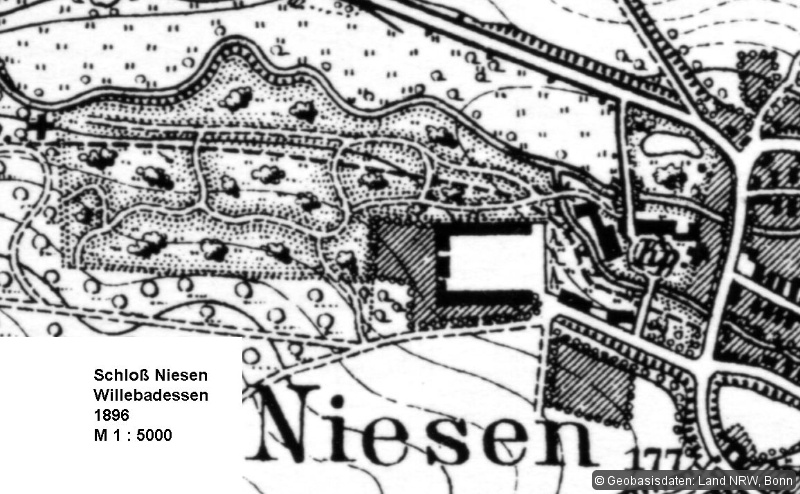
Lageplan des Schlosses um 1896

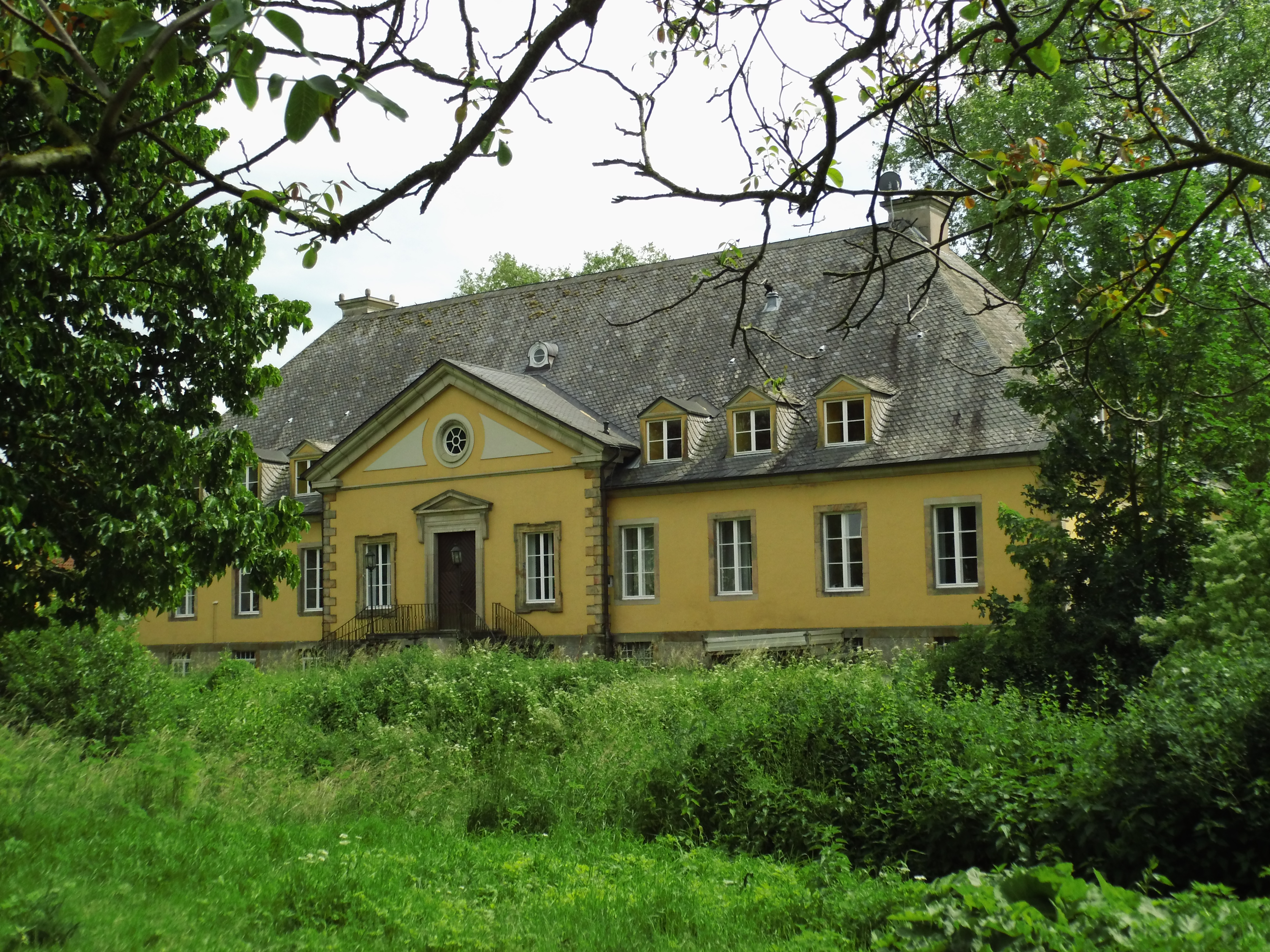
Schloss Niesen nach 1951

1262 wurde erstmals ein Ritter Johann aus dem Adelsgeschlecht derer von Nyhusen als Zeuge in Gehrden erwähnt. Es muss also zu der Zeit auch ein entsprechendes „Neues Haus“ in der Gegend gegeben haben. Eine weitere Erwähnung erfolgte um 1300. Niehausen war zu der Zeit eine Wasserburg mit Wehrturm. 1330 beherrschte die Familie als Lehnsträger des Klosters Neuenheerse die umgebenden Dörfer. Nach 1515 wurden die zum Amt Niesen gehörenden Orte Luthadessen, Mengersen, Rottersen, Swerdessen und Wippelfört durch kriegerische Ereignisse zerstört.
Der Familiensitz derer von Nyhusen wurde von 1555 bis 1558 als Wasserburg neu erbaut. In der Nähe entstand im 16. Jahrhundert das heutige Dorf Niesen. 1674 wurde eine Schlosskapelle errichtet. Von 1703 bis 1704 wurde das Schloss als barockes Herrenhaus neu erbaut.
Mit dem Tod des kinderlosen Paderborner Domherrn Georg von Niehausen am 8. April 1719 erlosch das Geschlecht derer von Niehausen im Mannesstamm. Erbe wurde Georgs Neffe, Domkapitular Engelhardt von Bocholtz aus Störmede, wodurch das Schloss von 1728 bis 1911 sich in Besitz der Familie von Bocholtz befand. Sie ließ in der ersten Hälfte des 19. Jahrhunderts die Reste der mittelalterlichen und frühneuzeitlichen Burg abbrechen und stattdessen einen Landschaftspark mit Teichen, Quellen, Wasserfällen, Grotten und einigen Brücken anlegen. Zudem entstanden westlich des Herrenhauses weitere Wirtschaftsgebäude, die einen kleinen Hof bilden.
1912 kam das Schloss an die Freiherren von Vittinghoff-Schell. 1951 brannte das Hauptgebäude nieder und wurde verkleinert im Stil der 1950er Jahre wiederaufgebaut. Seit 1964 wird das Schloss von den Freiherren von Elverfeldt bewohnt und bewirtschaftet.

## Architektur
Das barocke Herrenhaus besteht heute aus einem eingeschossigen, symmetrisch gestalteten Baukörper mit insgesamt elf Fensterachsen. Der Mittelrisalit wird durch einen Dreiecksgiebel abgeschlossen. Das mittige, reich verzierte Barockportal wird durch eine zweiläufige Freitreppe erschlossen und von je einem Fenster links und rechts umrahmt. An der Gartenseite befinden sich zwei vierachsige, kurze Seitenflügel, die eine Terrasse und einen Balkon darüber einfassen.
Der etwa 3 ha große Landschaftspark mit altem Baumbestand und Teichen ist weitgehend erhalten.